# بی‌آراف
بی‌آراف (به انگلیسی: BRF) شرکت صنایع غذایی برزیلی است، که در سال ۲۰۰۹ با ادغام شرکت‌های پردیگاو و سادیا راه‌اندازی شد و در حال حاضر دارای ۶۰ کارخانه تولید مواد غذایی در ۵ کشور بوده و محصولاتش را از طریق ۳۶ مرکز توزیع مواد غذایی و ۲۴ دفتر بین‌المللی در ۱۱۰ کشور جهان عرضه می‌کند.
شرکت بی‌آراف هم‌اکنون دهمین شرکت صنایع غذایی جهان و دومین در برزیل می‌باشد. دفتر مرکزی این شرکت در شهر ایتاجایی، برزیل قرار دارد و بخشی از سهام آن در بازار بورس نیویورک و بورس سائوپائولو معامله می‌شود.